# Tineovertex melliflua
Tineovertex melliflua is een vlinder uit de familie van de echte motten (Tineidae). De wetenschappelijke naam van de soort werd als Tinea melliflua in 1911 gepubliceerd door Edward Meyrick.